# Magdalena Bay
Magdalena Bay és un duo nord-americà de música electrònica i synthpop de Miami, Florida, format per la cantautora Mica Tenenbaum i el productor Matthew Lewin. El duo ha publicat dos àlbums d'estudi, tres EP i tres recopilatoris anomenats mini mix, que es componen de cançons d'un o dos minuts amb vídeos musicals casolans fets amb croma i una estètica molt característica del grup que recorda els 2000.
El duo va publicar el seu àlbum d'estudi debut, Mercurial World, el 8 d'octubre del 2021, que va rebre crítiques molt positives. També destaquen pels seus vídeos informatius a TikTok sobre la indústria de la música i els seus elements visuals kitsch.

## Orígens
Tenenbaum va néixer a Buenos Aires, Argentina, i va emigrar amb la seva família a Miami, Estats Units, quan tenia un any. Lewin va néixer a Miami, però també és d'ascendència argentina per part del seu pare. Es van conèixer a l'institut, en un programa educatiu dirigit per Live! Modern School of Music; allà els van col·locar en un grup de versions de rock clàssic i més tard van començar a compondre els seus propis temes de rock progressiu, sota el nom de Tabula Rasa. Després de la separació del grup, el 2016 van formar Magdalena Bay mentre estaven de vacances de la universitat —Tenenbaum a la Universitat de Pensilvània, Filadèlfia, i Lewin a la Universitat Northeastern de Boston— i van continuar col·laborant a la distància. Van escollir el nom del grup per una companya de l'antiga feina de Lewin.

## Trajectòria
Han citat Grimes, Chairlift i Charli XCX com a alguns artistes que els han inspirat. El duet va publicar els seus dos primers EP, Day/Pop i Night/Pop, el 2019 i va signar amb el segell discogràfic indie Luminelle Recordings aquell mateix any. Més tard van publicar dos recopilatoris i un EP: mini mix vol. 1 es va publicar el juliol del 2019, A Little Rhythm and a Wicked Feeling es va publicar el març del 2020 i mini mix vol. 2, el novembre del 2020.
El duo va publicar el seu àlbum d'estudi debut, Mercurial World, el 8 d'octubre del 2021. Abans del llançament de l'àlbum, van publicar quatre senzills ("Chaeri", "Secrets (Your Fire)", "You Lose!", i "Hysterical Us") i els van acompanyar amb vídeos musicals com a promoció de l'àlbum. El 23 de setembre del 2022 es va publicar una versió de luxe de Mercurial World, que contenia "secrets" enviats pels fans, remix i dues cançons noves.
El 8 de juny del 2022, Magdalena Bay va actuar al Primavera Sound de Barcelona i, el 29 d'octubre, a la tercera edició del Second Sky Music Festival.
L'abril del 2023, Magdalena Bay va actuar al 22è Festival de Música i Arts de Coachella Valley i va publicar el recopilatori mini mix vol. 3.
El 28 de maig del 2024, Magdalena Bay va publicar el senzill "Death & Romance", el primer amb el segell Mom + Pop Music, i també van anunciar la gira Imaginal Mystery Tour. El 10 de juliol del 2024 es va publicar el segon senzill "Image", juntament amb el vídeo musical. En el directe que van fer a YouTube després de publicar el vídeo, el duet va anunciar el seu segon àlbum d'estudi, Imaginal Disk, que es va publicar el 23 d'agost del 2024. Abans del llançament de l'àlbum, van publicar dos senzills més: "Tunnel Vision" el 31 de juliol del 2024 i, més endavant, "That's My Floor" el 21 d'agost del mateix any.

## Discografia
La discografia de Magdalena Bay consisteix en:
- mini mix vol. 1 (2019)
- A Little Rhythm and a Wicked Feeling (2020)
- mini mix vol. 2 (2020)
- Mercurial World (2021)
  - Mercurial World (Deluxe) (2022)
- mini mix vol. 3 (2023)
- Imaginal Disk (2024)